# Янушево (Липецкая область)
Я́нушево — посёлок Требунского сельсовета Данковского района Липецкой области России.

## История
Возник возле разъезда на линии Волово — Богоявленск (между станциями Данков и Лев Толстой). В Янушеве линию пересекает шоссе Р126.
Позже Янушево стало центром отделения совхоза «Данковский». Статус посёлка Янушеву присвоили в 1960 году .

## Население
| 1932 | 2010 |
| ---- | ---- |
| 31   | ↗99  |